# Jindřich Feld
Jindrich Feld (født 19. februar 1925 i Prag, Tjekkoslovakiet; død 8. juli 2007 i Prag, Tjekkiet) var en tjekkisk komponist, violinist, bratschist, lærer og professor.
Feld studerede først violin og bratsch, men studerede så komposition hos blandt andre Emil Hlobil på musikkonservatoriet i Prag. I 1968 og 1969 var han gæsteprofessor på University of Adelaide i Australien.
Feld har skrevet tre symfonier, orkesterværker, kammermusik, seks strygerkvartetter, klaverkoncert, violinkoncert, fløjtekoncert, obokoncert, fagotkoncert, bratschkoncert, harpekoncert, trombonekoncert, sonater, m.fl.

## Udvalgte værker
- Symfoni nr. 1 (1967) - for orkester
- Symfoni nr. 2 (1983) - for orkester
- Symfoni nr. 3 "Slutningen af århundredet" (1994-1998) - for orkester
- Koncert (1957) - for kammerorkester
- Violinkoncert (1977) - for violin og orkester
- Fløjtekoncert (1954) - for fløjte og orkester
- Klaverkoncert (1973) - for klaver og orkester
- Bratschkoncert (2003-2004) - for bratsch og orkester